# Emil Młynarski

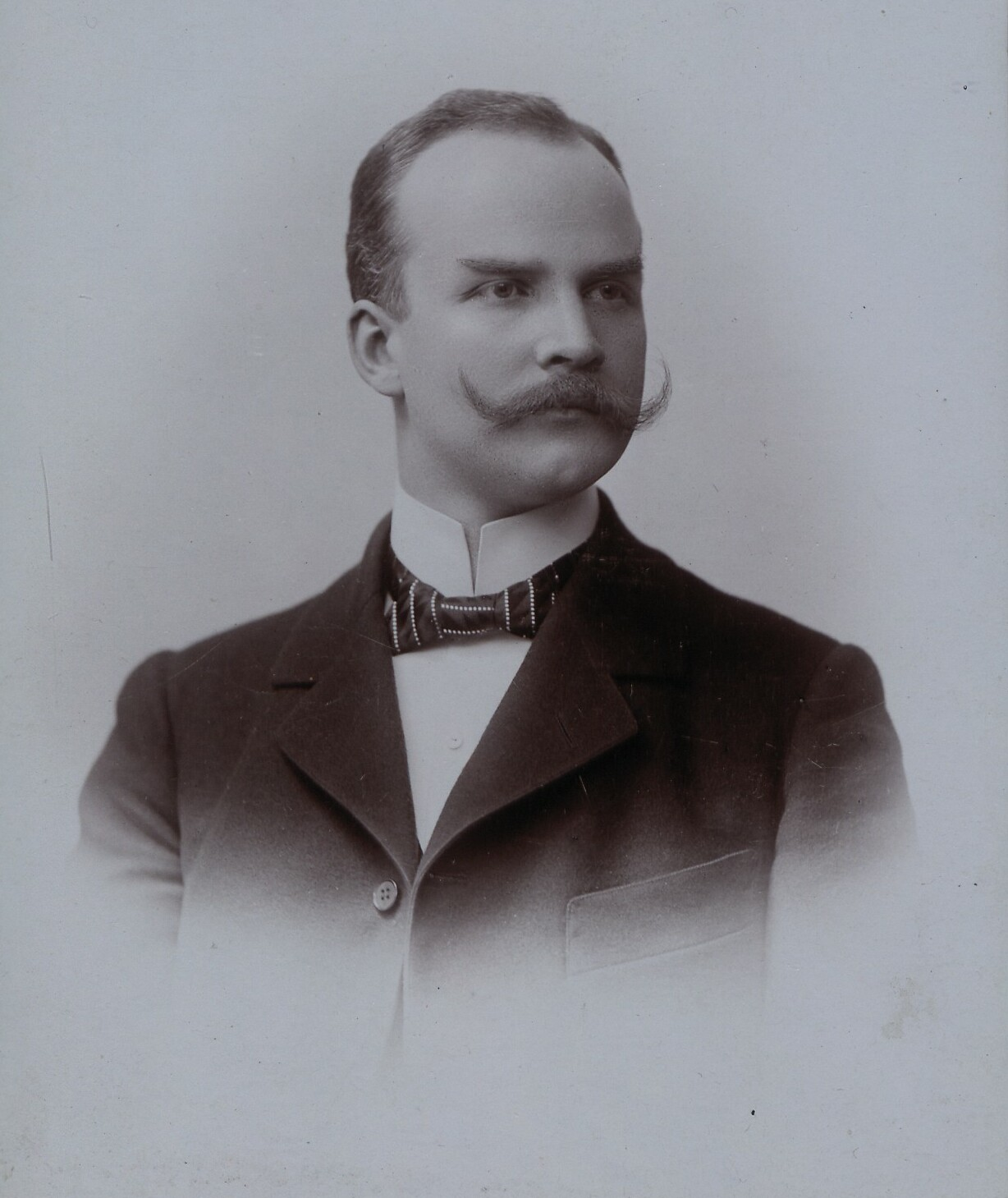
Emil Młynarski

Emil Szymon Młynarski (Kibartai, 8 juli 1870 – Warschau, 5 april 1935) was een Pools dirigent, violist en componist. Hij was in 1901 de medeoprichter van het Filharmonisch Orkest van Warschau.

## Biografie

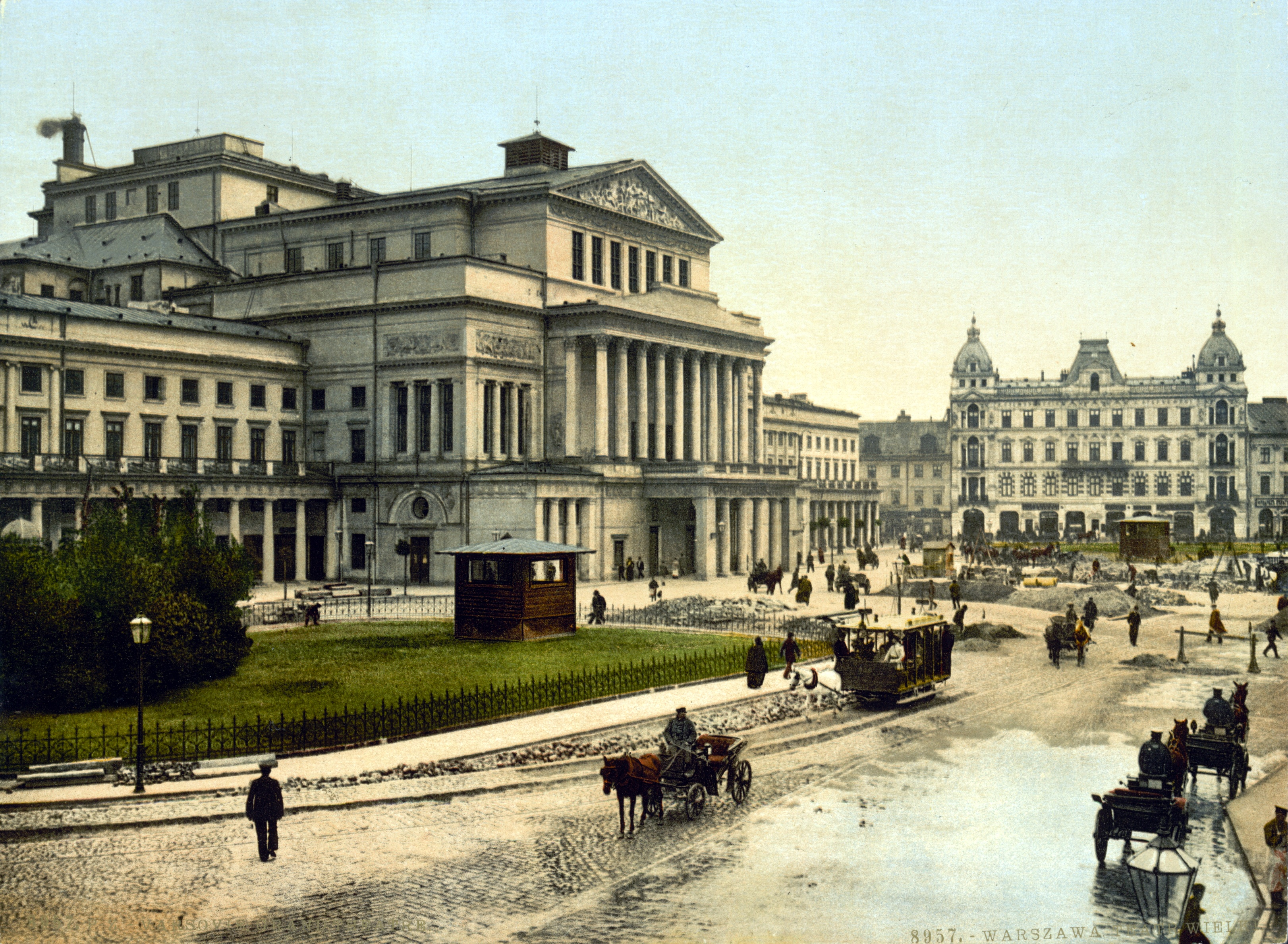
Het Theaterplein (Plac Teatralny) rond 1900 met het Teatr Wielki.

Op 10-jarige leeftijd werd Młynarski toegelaten tot het Keizerlijk Conservatorium in St. Petersburg en studeerde daar viool bij Leopold Auer, compositie bij Anatoli Ljadov en instrumentatie en orkestratie bij Nikolaj Rimski-Korsakov. In 1889 studeerde hij al cum laude af en werd 2de violist in het strijkkwartet van Leopold Auer en ging viool spelen in het conservatoriumorkest. Binnen 2 jaar had hij een bloeiende solocarrière opgebouwd en gaf uitvoeringen in St. Petersburg, Minsk, Grodno, Kaunas, Vilna, Kiev, Odessa, Warschau en vele steden in Pruisen. Ondanks dat hij zeer succesvol was, gaf hij zijn solocarrière op en legde zich op lesgeven toe. In 1893 nam hij de vioolklas van Gustav Frieman aan het Keizerlijk Conservatorium in Odessa over. In Odessa dirigeerde hij het studentenorkest en leidde het strijkkwartet. In 1897 verhuisde hij naar Warschau.
In 1898 voltooide hij zijn Eerste Vioolconcert (opus 11) en hiermee won hij de eerste prijs bij de composities voor viool tijdens het Ignacy Jan Paderewski Compositie Concours in Leipzig. In maart 1898 nam hij de leiding van een productie van Bizets Carmen bij de Opera van Warschau over omdat de toenmalige artistiek leider (Cesare Trombini) ziek was. Deze uitvoering werd als een groot succes bestempeld en na Trombini’s overlijden werd Młynarski voor 4 jaar benoemd als artistiek leider van de Opera van Warschau (Teatr Wielki). Onder zijn leiding werden vele nieuwe operaproducties uitgevoerd en in dezelfde tijd was hij de initiatiefnemer tot de eerste symfonische concerten door het operaorkest. Ook was hij een krachtige persoonlijkheid achter de oprichting van het Filharmonisch Orkest van Warschau dat op 5 november 1901 onder zijn leiding haar eerste concert gaf. Op het programma stonden naast Paderewski’s pianoconcert werken van andere Poolse componisten zoals Chopin, Moniuszko, Noskowski, Stojowski en Żeleński.
In 1901 gebruikte hij ook de ideeën die Édouard Colonne in Parijs had gebruikt om een populaire concertserie op te zetten (waarvan bv. de hedendaagse BBC Proms een voorbeeld zijn) met het nieuwe orkest in Warschau. Zo werd dit onder een breed publiek snel populair en bekend. In 1901 organiseerde hij ook het eerste Poolse Muziekfestival in Parijs. In 1903 nam hij ontslag als operadirecteur om directeur te worden van het Conservatorium van Warschau – dit was hij van 1904 tot en met 1907. Ondertussen was hij ook in het buitenland actief en dirigeerde bv. in Liverpool, Manchester (Hallé Orchestra), het London Symphony Orchestra en het keizerlijk orkest in St.-Petersburg. Tussen 1910 en 1916 was hij chef-dirigent van Glasgow’s Scottish Choral and Orchestral Union (de voorloper van het Royal National Scottish Orchestra).
In 1916 verhuisde hij naar Moskou om daar met het orkest van het Bolshoi Theater series met symfonische concerten te organiseren. Dit deed hij gedurende 3 jaar. In 1918 keerde Młynarski naar Warschau terug en werd weer sterk betrokken bij het filharmonisch orkest. In 1919 werd hij (weer) directeur van het Conservatorium van Warschau en daar leidde hij de dirigentenopleiding, de afdeling kamermuziek en dirigeerde het conservatoriumorkest. Bekende studenten van hem waren Paweł Klecki, Kazimierz Wiłkomirski, Feliks Rybicki, Zbigniew Dymmek en Faustyn Kulczycki. Drie jaar later gaf Młynarski het lesgeven op en werd (weer) artistiek leider van de Opera van Warschau. Tussen 1919 en 1929 werden vele Poolse opera’s en balletten in première gebracht en beleefde men ook de Poolse premières van Ludwig van Beethovens Fidelio, Richard Wagners Tristan und Isolde en Parsifal, Maurice Ravels Daphnis et Chloé en Igor Stravinsky's Pulcinella en Petrushka. Als groot pleitbezorger van de Poolse opera zorgde hij voor de Weense en Praagse première van Stanisław Moniuszko’s opera Halka.
Vanaf 1929 was hij Dean bij het Curtis Institute te Philadelphia en leidde de afdeling Orkest en Opera, leidde het plaatselijk operagezelschap en dirigeerde af en toe het Philadelphia Orchestra en was te gast bij het New York Phliharmonic. Gezondheidsproblemen deden hem in 1931 naar Warschau terugkeren war hij nog vele concerten gaf en operaproducties leidde. In 1932 ontving hij voor zijn inspanningen voor het plaatselijk muziekleven een eervolle onderscheiding. In 1934 werd hij voorzitter van de Poolse Bond voor Componisten.

## Composities
Młynarski’s composities bewegen zich in het laat romantisch repertoire. Naast vele pianostukken componeerde hij 2 vioolconcerten (op. 11 en op. 16) en één symfonie: Polonia op. 14 (1910).